# Dialektika
Dialektika (z řeckého dialektiké techné od dialegesthai, rozmlouvat) je filosofický pojem, jenž nabýval během dějin různých významů a je i dnes nejednoznačný. Filosofický slovník (Walter Brugger a kol.) začíná heslo dialektika takto: „Užívání výrazu dialektika dosáhlo v současné filosofii takové míry zmatku, že je sotva možné podat byť i tu nejobecnější charakteristiku tohoto pojmu.“ Výraz „dialektika“ znamenal původně umění rozhovoru či diskuse, kde se střídají tvrzení a námitky, podepřené racionálními argumenty. Cílem takového rozhovoru je přiblížit se pravému poznání tím, že účastníci si navzájem vyvracejí nesprávná, neobhajitelná mínění. „Umění“ spočívá v tom, že každý účastník musí správně pochopit smysl tvrzení a odpovídat na ně v souladu s pravidly logiky. V tomto významu dialektiku pěstovali antičtí filozofové, zejména Sókratés a Platón, ale ještě i středověká scholastika, zejména Tomáš Akvinský. Moderní filozofie však význam pojmu posunula, nejvíce pak Georg Wilhelm Friedrich Hegel, který z dialektiky udělal univerzální zákonitost vývoje myšlenek v dějinách (teze-antiteze-syntéze). Toho se chopil Karl Marx, který analogicky nastolil tezi o univerzální zákonitosti vývoje celých dějin (dialektický materialismus). Autoři druhé poloviny 20. století se pokusili obnovit spíše původní, dialogický význam pojmu (Jürgen Habermas).

## Sókratés a Platón

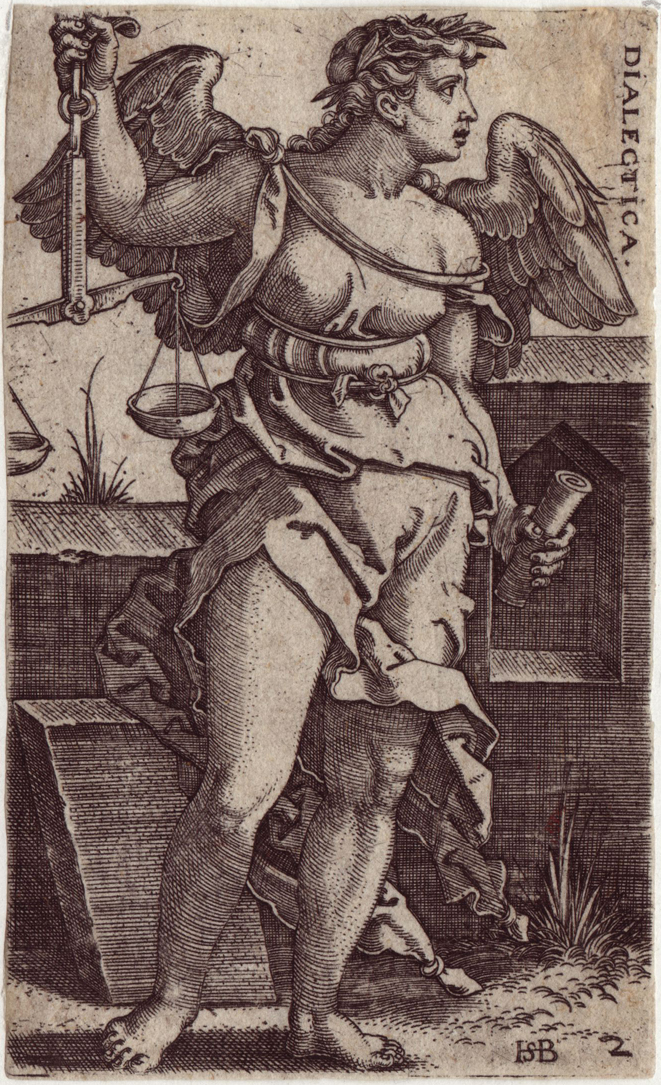
Sebald Beham (1500-1550): Alegorie Dialektiky, mědiryt

Toto umění věcného rozhovoru a argumentace předvádí Platón ve svých dialozích, obvykle na příkladu svého učitele Sókrata. Zejména v raných dialozích se Sókratés vyptává svých partnerů, jak rozumějí významu svých tvrzení, poukazuje na rozpory v jejich výpovědích a zpravidla je dovede k poznání, že tato tvrzení neobstojí a že se jednalo o „pouhé mínění“. V Sedmém listu Platón naznačuje, že cestu k pravému poznání není možné popsat a učit, nýbrž že si ji každý musí objevit sám na základě dlouhého úsilí a zkušenosti myšlení i rozhovoru.
Když se ty jednotlivé věci, jména a výměry, názory a jiné smyslové vjemy vespolek o sebe třou, v laskavých posudcích jsouce opravovány a s nezávistivým užíváním otázek a odpovědí, tu konečně vyšlehne oheň poznání a rozumu o každé jednotlivé věci.
Podobně soudí Sókratés i o spravedlnosti, kterou lze objevit jen v „laskavé“ a „nezávistivé“ konfrontaci názorů:
Budeme-li to porovnávat a navzájem třít jedno o druhé, snad dosáhneme toho, že spravedlnost vyšlehne, jako když se třou dřeva.

## Scholastika
Tomáš Akvinský užívá pojem dialektiky v tomto klasickém významu. Kromě toho jsou však všechny jednotlivé otázky jeho Teologické sumy uspořádány přísně dialektickým způsobem. Všechny začínají (nepodloženým) tvrzením, u Tomáše pod názvem „vypadá to, že“ (videtur), následují argumenty pro toto mínění, potom argumenty proti (sed contra…), pak jeho vlastní řešení (respondeo dicendum…) a nakonec odpovědi na argumenty proti. Pro Tomášovu metodu je také příznačné, že výchozí tvrzení („vypadá to, že…“) se vždycky ukáže jako mylné.
Tato metoda dialektiky jako argumentace se také učila na středověkých univerzitách, a to jako třetí a nejvyšší složka trivia na artistických fakultách. V univerzitních disputacích bylo pravidlem, že kdo chtěl vznést námitku, musel nejprve reprodukovat mínění, proti němuž chce namítat, a teprve když předchozí řečník s touto reprodukcí souhlasil, mohl argumentovat proti. Od starověkého pojetí dialektiky se ovšem scholastika výrazně lišila v tom, že za základní a definitivní zdroj pravdy pokládala Boží slovo, zejména Bibli.

## Kant, Fichte a Hegel
V průběhu dějin filosofie se smysl slova dialektika významně posunul. Když Kant vysvětluje, proč jeho kategorie vystupují v trojicích místo ve dvojicích, jak by odpovídalo protikladu „ano“ – „ne“, říká, že třetí z kategorií v každé skupině vzniká kombinací prvních dvou. Na to navázal Fichte a po něm Hegel, pro něž všechny myšlenky a pojmy vznikají ze sporu tvrzení (teze) a námitky (antiteze), jež se nakonec smíří v syntéze. Hegel se přitom odvolává na Hérakleitův slavný výrok, že „zápas je všech otec, všech král“.
Nejde tu tedy o rozhovor mezi lidmi, nýbrž o objektivní pohyb pojmů a myšlenek samotných. Ve Vědě o logice Hegel klade vedle sebe bytí a nicotu, jež jsou jak totožné, tak také naprosto protikladné; jejich „jednotou“ je pohyb, v němž jsoucí přechází do nebytí a nejsoucí do bytí. Dialektika se tak z umění argumentace stává ontologickým principem a motorem změny i vývoje.

## Marx a marxismus
Někteří Hegelovi žáci specificky rozvinuli Hegelovo přesvědčení, že spor či rozpor mezi tezí a antitezí lze nalézt i v mimolidské skutečnosti, že také věci a skutečnosti fyzické a společenské vznikají sporem dvou protichůdných principů, sil nebo tendencí. Vývoj společnosti podle nich určují protikladné zájmy dvou antagonistických tříd, vykořisťovatelů a vykořisťovaných, které nakonec nutně vedou k revoluci. Marxistická dialektika tak už nemá nic společného s rozhovorem a argumentací, nýbrž popisuje střetání slepých, téměř mechanických sil ve společnosti a v přírodě.
Když marxismus jako praktická teorie společnosti během druhé poloviny 20. století ztrácel přesvědčivost a socialistické státy se ukázaly jako diktatury, obrátilo se dialektické myšlení v kritiku společnosti vůbec, například ve Frankfurtské škole. Jürgen Habermas spolu s dalšími rozvinul dialektickou etiku, která se vrací k původní myšlence dialektiky jako rozhovoru, nevidí v ní však cestu k poznání a k pravdě, ale způsob mírového vyrovnávání protichůdných zájmů ve společnosti. Pro společnost je podle ní závazné jen to, na čem se všichni její členové shodli.

## Současné myšlení
Chápání dialektiky jako střetu nebo soupeření sil a tendencí pod vlivem Hegelovým a Marxovým v moderní evropské filosofii převládlo a během 20. století se také přičinilo o rozchod kontinentální filosofie s anglosaskou filosofií jazyka, která trvala na jednoznačných pravidlech logiky a odmítala dualismus této dialektiky. Nicméně novější vývoj filosofie – počínaje F. Nietzschem – také zpochybnil předpoklad jedné, i když člověku sotva dosažitelné pravdy, který je pro Platónovo chápání dialektiky podstatný: je to pravda sama, která účastníky dialogu vede.
Také moderní chápání společnosti ji vidí spíš jako regulovaný zápas různých zájmů, jako soutěž a střetávání, než jako hledání shody a smíru, jak tomu bylo až do 19. století. Dialektika se tak stává technickým termínem pro toto pojetí skutečnosti jako střetu, soutěže a soupeření a zejména v USA se nejčastěji chápe jako zdůvodnění společenských zápasů a prosazování dílčích, skupinových zájmů.
Dialektický pohled na skutečnost se objevuje i v některých přírodních vědách, pokud hledají pružnější model výkladu než kauzalitu. Biolog Anton Markoš ve své knize o vzniku života na Zemi hovoří o tom, že aktuální události v přírodě nejsou vždy nutným důsledkem příčiny, nýbrž že se v rámci dané situace „sjednávají mezi účastníky“.